# واددووالکالو
واددووالکالو (به لاتین: Vadduvakallu) یک منطقهٔ مسکونی در سری‌لانکا است که در استان شمالی (سری‌لانکا) واقع شده‌است.